# Batalla de Coronel
La batalla de Coronel fou una batalla naval de la I Guerra Mundial que es va dur a terme el dia 1 de novembre de 1914 en aigües territorials xilenes a l'altura de la badia de Coronel (Xile), entre la flota de l'almirall alemany Maximilian von Spee, composta pels creuers cuirassats SMS Scharnhorst i SMS Gneisenau i els creuers lleugers SMS Leipzig, SMS Nürnberg i SMS Dresden, i la flota anglesa composta pels creuers cuirassats HMS Monmouth i HMS Good Hope, el creuer lleuger HMS Glasgow i el mercant armat HMS Otranto al comandament de l'almirall sir Christopher Cradock. La batalla resultà un triomf de l'esquadra alemanya, que aconseguí enfonsar el Good Hope i el Monmouth sense patir pràcticament cap dany.

## Antecedents
En el moment de començar les hostilitats de la I Guerra Mundial, l'Esquadra d'Àsia Oriental, sota el comandament de l'almirall Maximilian von Spee es trobava a l'illa de Ponape. Von Spee decidí que no podria comptar amb el port de la colònia alemanya Tsingtao, a la Xina, base de la seva esquadra, ja que sospitava amb raó que seria ràpidament conquerit per tropes britàniques o japoneses i hi podria quedar bloquejat. Von Spee decidí, llavors, fustigar el comerç aliat a l'Oceà Pacífic occidental, al llarg de la costa americana, amb l'ajut de les colònies alemanyes del Pacífic Sud (illes Marianes i illes Bismarck), de les diverses estacions carboneres que l'imperi alemany havia situat al Pacífic i dels agents alemanys repartits per diverses ciutats costaneres d'Amèrica del Sud.
El 6 d'agost s'afegí a la flota el creuer lleuger SMS Nürnberg i es dirigí cap a les illes Marianes, on se li afegí el creuer SMS Emden, alguns mercants i el creuer auxiliar SMS Prinz Eitel Friedrich. El 13 d'agost se celebrà una reunió a bord de l'SMS Scharnhorst on es decidí un pla d'operacions que evitava accions al Pacífic oriental i se centrava a atacar el comerç aliat de la costa americana del Pacífic. El comandant de l'Emden, però, demanà permís a Spee per realitzar el seu propi creuer en solitari i dirigir-se a l'Oceà Índic. Spee hi accedí i en els mesos següents l'Emden aconseguí resultats espectaculars contra els aliats a les aigües de l'Índic (vegeu l'article «SMS Emden»). La resta de l'esquadra de Spee es dirigí cap a Amèrica passant per Tahití, on enfonsaren un vell canoner francès, el Zélée, i destruïren l'artilleria costanera, mentre el Nürnberg s'apropà en solitari a l'estació d'enllaç de telègraf de l'illa Fanning i tallà el cable submarí telegràfic que unia Austràlia amb el Canadà. A començaments d'octubre Spee decidí reunir tots els seus vaixells dispersos i el 12 d'octubre de 1914 als creuers alemanys Scharnhost i SMS Gneisenau, se'ls uní, a l'illa de Pasqua, el SMS Leipzig, que havia estat perseguit pels britànics des de la costa mexicana, i el SMS Dresden (que no formava part de l'esquadra del Pacífic). El 19 d'octubre Spee decidí salpar, i després de fer escala a l'arxipèlag Juan Fernández, el 30 d'octubre va arribar al port de Valparaíso.
Mentrestant, l'almirallat britànic havia descobert els plans i les accions de Spee gràcies a comunicacions telegràfiques interceptades i n'encomanà la intercepció a l'esquadra de les Índies Occidentals del contraalmirall Christopher Cradock, estacionada a les illes Malvines. La flota de Cradock estava formada per dos creuers cuirassats, l'HMS Monmouth i l'HMS Good Hope, el creuer lleuger HMS Glasgow i el mercant armat HMS Otranto, una flota no especialment moderna ni poderosa i poc indicada per enfrontar-se als moderns creuers cuirassats de Spee. Cradock també rebé de Londres el vell cuirassat HMS Canopus que, malgrat un armament poderós, era massa lent per enfrontar-se als creuers alemanys. El Canopus arribà a Port Stanley el 22 d'octubre, però va caldre reparar-ne els motors, de manera que Cradock decidí salpar només amb el Good Hope, per anar a trobar-se amb el Glasgow i el Monmouth, que ja havien salpat el dia 14 cap a la costa xilena, travessant el cap d'Hornos.
La tarde del 29 d'octubre el Glasgow, que es trobava al port de Coronel, interceptà nombrosos missatges telegràfics alemanys i Cradock decidí posar rumb nord per interceptar els creuers de Spee. Sorprenentment, acabava d'arribar a les Malvines un missatge de l'almirall Fisher, acabat de nomenar Primer Lord del Mar, ordenant a Cradock que esperés l'arribada del creuer cuirassat HMS Defence, reforç que se li havia negat a Cradock uns dies abans.

## Batalla

Moviments dels vaixells a la batalla de Coronel.

A primera hora de l'1 de novembre, un mercant alemany informà a Spee que s'havia albirat el Glasgow al port de Coronel (com realment era) i l'almirall decidí també anar a l'encontre dels vaixells britànics, tot i que no sabia si el Canopus estaria entre ells, cas en el qual Spee optaria per no presentar batalla. Spee disposà els seus vaixells de la següent forma: el SMS Scharnhorst i el SMS Gneisenau en fila i el SMS Leipzig i el SMS Dresden bastant més a popa i a estribord.
A les 16:26 es van albirar ambdues esquadres, a 50 milles davant de la badia de Coronel. Spee augmentà la velocitat dels seus vaixells i feu que els creuers lleugers de popa s'acostessin més als creuers cuirassats. Cradock va pensar en un atac ràpid, sense esperar el Canopus, per evitar que Spee pogués escapar-se. Cradock va virar cap a l'esquadra alemanya amb el HMS Good Hope i els seus canons de 235 mm; al seu torn, Spee va virar a babord i, aprofitant la major velocitat dels seus vaixells, se situà de forma que els vaixells anglesos es retallaven nítidament contra la posta de Sol, mentre els seus quedaven confosos amb la línia de la costa xilena i les boires del capvespre. A més, una intensa terrada de força 6 feia trencar ones força altes contra el cantó actiu de l'esquadra de Cradock (el cantó d'estribord), inutilitzant les peces d'artilleria de 152 mm del pont de bateria inferior.
Poc després de les 19:00 el Scharnhorst obrí foc sobre el Good Hope a una distància de 10.800 metres i amb un major pes i cadència de tir, mentre que el Gneisenau se centrà sobre els navilis menors. La tercera andanada del Scharnhorst desarmà la torre de proa del Good Hope, mentre el Gneisenau aconseguia diversos impactes sobre el HMS Monmouth. L'artilleria britànica resultà inicialment prou precisa, però amb una cadència inferior, rebien tres salves alemanyes en el temps que ells només podien disparar-ne una. A les 19:40 Spee reduí la velocitat a 12 nusos i s'acostà més als vaixells britànics, que ara reberen un càstig intens. A les 19:50 el Good Hope rebé un impacte entre la segona i tercera xemeneia; a les 19:57 s'enfonsà amb tota la tripulació, inclòs l'almirall Cradock, després d'unes precises andanades de l'artilleria alemanya facilitades per una explosió final al panyol de municions.
El Monmouth tenia un impacte a proa i s'enfonsava lentament mentre intentava fugir, després de patir l'explosió dels panyols de municions; tot i així, ja de nit i escorat uns 15º a babord, el SMS Nürnberg el va atrapar i li va donar el cop de gràcia; s'enfonsà a les 21:18. El Glasgow, malgrat haver rebut diversos impactes, va aconseguir escapar gràcies a la foscor i reunir-se amb l'Otranto, a qui Cradock havia ordenat allunyar-se abans de la batalla.
Dos dies després, l'esquadra de Spee, amb un balanç de només tres ferits, entrà de nou a Valparaíso, on fou rebut amb entusiasme per la colònia alemanya de la ciutat. Les autoritats xilenes li donaren 24 hores per aprovisionar-se i posteriorment Spee havia de passar el cap d'Hornos per tornar a Europa.

## Conseqüències
Quan les notícies de la batalla van arribar a Londres, el cop a l'orgull britànic va ser enorme, ja que en dos-cents anys no s'havia produït cap derrota de la marina britànica. A més, va crear una considerable alarma al govern i a l'almirallat pel possible dany que els vaixells corsaris alemanys podien causar al comerç de l'imperi britànic.
L'almirall John Fisher va ordenar la immediata partida de l'almirall sir Frederick Sturdee a la zona del conflicte amb una flota molt més potent amb l'objectiu de destruir l'esquadra de Spee. Malgrat tot, l'enviament de la nova esquadra de Sturdee fou polèmica perquè afeblia la Grand Fleet al Mar del Nord i podia donar un cert avantatge a la Hochseeflotte si decidia fer-se a la mar amb l'objectiu d'entaular una batalla naval decisiva. Aquesta nova esquadra s'enfrontà i destruí els creuers de Spee a la batalla de les Malvines, un mes després de la de Coronel. El SMS Dresden, escapant dels vaixells britànics es va refugiar entre les illes del sud de Xile, i sense combustible i amb problemes mecànics va ser finalment enfonsat per la seva tripulació el 14 de març de 1915 a la batalla de Más a Tierra.